# José Riveiro
José Riveiro (Vigo, España, 15 de septiembre de 1977) es un entrenador de fútbol español. Actualmente dirige al Al-Ahly de la Liga Premier de Egipto.

## Trayectoria
Riveiro llegó a Finlandia en 2014 por recomendación del futbolista Pablo Couñago, para convertirse en segundo entrenador del ex-internacional finlandés Shefki Kuqi en el que coincidiría en el Ipswich Town Football Club años atrás, en los equipos del FC Honka y Pallokerho-35.
La 'mano derecha' de Kuqi ayudó a salvar al FC Honka (2014-15) y a ascender al Pallokerho-35 a la Veikkausliiga (2015-16).
En 2016, firmó como segundo entrenador de Mika Lehkouso en las filas del HJK Helsinki, donde conquistó dos Ligas y una Copa.
En enero de 2019, firma como entrenador del FC Inter Turku de la Veikkausliiga por dos temporadas en la que sería su primera experiencia como primer entrenador en Finlandia. Tras realizar una gran temporada, acabaría líder la fase regular y sería subcampeón por detrás del KuPS Kuopio, vencedor de la Veikkausliiga 2019.
En febrero de 2020, tras cinco años y medio después de su primera experiencia como técnico en Finlandia, el vigués fue premiado como el mejor entrenador del año en Finlandia por su trabajo en el FC Inter Turku. El reconocimiento es doble, ya que por una parte es galardonado por la Federación de Fútbol y también por la Asociación de Prensa, que le considera el mejor entrenador del 2019 en el país escandinavo en cualquier disciplina deportiva.
El 24 de junio de 2022, firma por el Orlando Pirates FC de la Liga Premier de Sudáfrica. Durante su estancia, obtuvo la MTN 8 de 2022 y la Copa Nedbank 2022-23, y consiguió el segundo puesto en el torneo local para clasificarse a la Liga de Campeones de la CAF en su primera campaña. Al siguiente año, revalidó ambos títulos y en 2024 se convirtió en el primer técnico en ganar tres veces consecutivas la MTN 8. En mayo de 2025, se confirmó su salida del club al término de la temporada.
En mayo de 2025, asumió al frente del Al-Ahly.

## Clubes

### Como asistente técnico
| Club          | País      | Año       |
| ------------- | --------- | --------- |
| FC Honka      | Finlandia | 2014      |
| Pallokerho-35 | Finlandia | 2015-2016 |
| HJK Helsinki  | Finlandia | 2016-2018 |

### Como entrenador
| Equipo                    | Div.                | Temporada           | Liga  | Liga | Liga | Liga | Liga |       | Copas | Copas | Copas | Copas |    | Internacional | Internacional | Internacional | Internacional | Internacional |   | Otros | Otros | Otros | Otros |    | Totales     | Totales | Totales | Totales | Totales | Totales | Totales | Totales |
| Equipo                    | Div.                | Temporada           | Part. | G    | E    | P    | Pos. | Part. | G     | E     | P     | Part. | G  | E             | P             | Pos.          | Part.         | G             | E | P     | Part. | G     | E     | P  | Rendimiento | GF      | GC      | Dif.    |         |         |         |         |
| ------------------------- | ------------------- | ------------------- | ----- | ---- | ---- | ---- | ---- | ----- | ----- | ----- | ----- | ----- | -- | ------------- | ------------- | ------------- | ------------- | ------------- | - | ----- | ----- | ----- | ----- | -- | ----------- | ------- | ------- | ------- | ------- | ------- | ------- | ------- |
| Inter Turku · Finlandia   | 1.ª                 | 2019                | 27    | 15   | 3    | 9    | 2.º  | 7     | 4     | 0     | 3     | 2     | 1  | 0             | 1             | 1ªR           | -             | -             | - | -     | 36    | 20    | 3     | 13 | 58.34%      | 55      | 41      | +14     |         |         |         |         |
| Inter Turku · Finlandia   | 1.ª                 | 2020                | 22    | 12   | 5    | 5    | 2.º  | 9     | 5     | 2     | 2     | 1     | 0  | 0             | 1             | 1ªR           | -             | -             | - | -     | 32    | 17    | 7     | 8  | 60.42%      | 53      | 27      | +26     |         |         |         |         |
| Inter Turku · Finlandia   | 1.ª                 | 2021                | 27    | 14   | 3    | 10   | 3.º  | 5     | 4     | 0     | 1     | 2     | 0  | 1             | 1             | 1ªR           | -             | -             | - | -     | 34    | 18    | 4     | 12 | 56.86%      | 52      | 39      | +13     |         |         |         |         |
| Inter Turku · Finlandia   | Total               | Total               | 76    | 41   | 11   | 24   | -    | 21    | 13    | 2     | 6     | 5     | 1  | 1             | 3             | -             | -             | -             | - | -     | 102   | 55    | 14    | 33 | 51.28%      | 160     | 107     | +53     |         |         |         |         |
| Orlando Pirates Sudáfrica | 1.ª                 | 2022-23             | 30    | 16   | 6    | 8    | 2.º  | 5     | 4     | 1     | 0     | -     | -  | -             | -             | -             | 4             | 3             | 1 | 0     | 39    | 23    | 8     | 8  | 65.81%      | 56      | 29      | +27     |         |         |         |         |
| Orlando Pirates Sudáfrica | 1.ª                 | 2023-24             | 30    | 14   | 8    | 8    | 2.º  | 7     | 6     | 1     | 0     | 4     | 3  | 0             | 1             | 2.ªR          | 4             | 2             | 1 | 1     | 45    | 25    | 10    | 10 | 62.97%      | 77      | 33      | +44     |         |         |         |         |
| Orlando Pirates Sudáfrica | 1.ª                 | 2024-25             | 23    | 18   | 1    | 4    | Inc. | 6     | 3     | 1     | 2     | 14    | 8  | 5             | 1             | 1/2           | 4             | 3             | 1 | 0     | 47    | 32    | 8     | 7  | 73.76%      | 80      | 34      | +46     |         |         |         |         |
| Orlando Pirates Sudáfrica | Total               | Total               | 83    | 48   | 15   | 20   | -    | 18    | 13    | 3     | 2     | 18    | 11 | 5             | 2             | -             | 12            | 8             | 3 | 1     | 131   | 80    | 26    | 25 | 67.69%      | 213     | 96      | +117    |         |         |         |         |
| Al-Ahly · Egipto          | 1.ª                 | 2024-25             | -     | -    | -    | -    | -    | -     | -     | -     | -     | -     | -  | -             | -             | -             | 3             | 0             | 2 | 1     | 3     | 0     | 2     | 1  | 22.22%      | 4       | 6       | -2      |         |         |         |         |
| Al-Ahly · Egipto          | 1.ª                 | 2025-26             | 2     | 1    | 1    | 0    | -    | 0     | 0     | 0     | 0     | 0     | 0  | 0             | 0             | -             | 0             | 0             | 0 | 0     | 2     | 1     | 1     | 0  | 66.67%      | 6       | 3       | +3      |         |         |         |         |
| Al-Ahly · Egipto          | Total               | Total               | 2     | 1    | 1    | 0    | -    | 0     | 0     | 0     | 0     | 0     | 0  | 0             | 0             | -             | 3             | 0             | 2 | 1     | 5     | 1     | 3     | 1  | 40%         | 10      | 9       | +1      |         |         |         |         |
| Total en su carrera       | Total en su carrera | Total en su carrera | 161   | 90   | 27   | 44   | -    | 39    | 26    | 5     | 8     | 23    | 12 | 6             | 5             | -             | 15            | 8             | 5 | 2     | 238   | 136   | 43    | 59 | 63.16%      | 383     | 212     | +171    |         |         |         |         |
| 1. 2. 3.                  |                     |                     |       |      |      |      |      |       |       |       |       |       |    |               |               |               |               |               |   |       |       |       |       |    |             |         |         |         |         |         |         |         |

#### Resumen por competiciones
| Competición                  | Partidos | Ganados | Empatados | Perdidos | %      | Resultado        |
| ---------------------------- | -------- | ------- | --------- | -------- | ------ | ---------------- |
| Veikkausliiga                | 76       | 41      | 11        | 24       | 58.77% | Subcampeón       |
| Copa de Finlandia            | 21       | 13      | 2         | 6        | 65.07% | Semifinales      |
| Liga Premier de Sudáfrica    | 83       | 48      | 15        | 20       | 63.85% | Subcampeón       |
| Copa de Sudáfrica            | 15       | 12      | 2         | 1        | 84.44% | Campeón          |
| Copa de la Liga de Sudáfrica | 3        | 1       | 1         | 1        | 44.44% | Cuartos de final |
| MTN 8                        | 12       | 8       | 3         | 1        | 75%    | Campeón          |
| Liga Premier de Egipto       | 2        | 1       | 1         | 0        | 66.67% | En disputa       |
| Copa de Egipto               | 0        | 0       | 0         | 0        | 0%     | En disputa       |
| Copa de la Liga de Egipto    | 0        | 0       | 0         | 0        | 0%     | En disputa       |
| Supercopa de Egipto          | 0        | 0       | 0         | 0        | 0%     | En disputa       |
| Liga Europa de la UEFA       | 3        | 1       | 0         | 2        | 33.33% | Primera ronda    |
| Liga Conferencia de la UEFA  | 2        | 0       | 1         | 1        | 16.67% | Primera ronda    |
| Liga de Campeones de la CAF  | 18       | 11      | 5         | 2        | 70.37% | Semifinales      |
| Liga Africana de Fútbol      | 0        | 0       | 0         | 0        | 0%     | En disputa       |
| Supercopa de la CAF          | 0        | 0       | 0         | 0        | 0%     | En disputa       |
| Mundial de Clubes de la FIFA | 3        | 0       | 2         | 1        | 22.22% | Fase de grupos   |
| TOTAL                        | 238      | 136     | 43        | 59       | 63.16% | 6 Títulos        |

## Palmarés como entrenador
| Título            | Club            | País      | Año  |
| ----------------- | --------------- | --------- | ---- |
| MTN 8             | Orlando Pirates | Sudáfrica | 2022 |
| Copa de Sudáfrica | Orlando Pirates | Sudáfrica | 2023 |
| MTN 8             | Orlando Pirates | Sudáfrica | 2023 |
| Copa de Sudáfrica | Orlando Pirates | Sudáfrica | 2024 |
| MTN 8             | Orlando Pirates | Sudáfrica | 2024 |